# Lagoa do Landroal
Der Lagoa do Landroal ist ein See im Hochland der Azoreninsel Pico. Er liegt auf 790 m Höhe in einer Senke am Fuße des Pico do Landroal (887 m). Der eutrophe See befindet sich etwa 1,5 km westlich des Lagoa do Caiado.